# Anjouovská říše
Anjouovská říše nebo také Angevinská říše je novověké označení pro personální unii Anglického království a rozsáhlých držav v západní Francii v letech 1154–1214 v rukou dynastie Plantagenetů z rodu Anjouovců. Proto je také nazývána říše Plantagenetů (francouzsky L'Empire Plantagenêt). Vládnoucí vrstva soustátí byla jazykově a kulturně francouzská.
Tato říše vznikla, když Jindřich II. své dědictví po otci Geoffroyovi Plantagenetovi (hrabství Anjou, Maine a Touraine) a po matce Matyldě Anglické (Anglické království, Normandské vévodství) roku 1154 rozšířil sňatkem s Eleonorou Akvitánskou o Akvitánské vévodství a Gaskoňsko. Následně k panství připojili ještě Bretaňské vévodství. 

Anjouovská říše za vlády Jindřicha II.

Anjouovská říše, která se rozpínala mezi Skotskem a Pyrenejemi, byla nejmocnějším politickým útvarem v Evropě v druhé polovině 12. století. Svým potenciálem říše přispěla významně k ekonomickému rozmachu západní Evropy, na druhou stranu však její existence a rozpínavost vážným způsobem zkomplikovaly vztahy mezi panovníky Anglie s Francie a vytvořily zázemí pro budoucí války mezi oběma zeměmi. Plantagenetové byli totiž jako angličtí králové rovni králům francouzským, ale jako francouzští vévodové a knížata stáli vůči nim formálně ve vazalském postavení – to vytvořilo po staletí trvající zvláštní situaci, kdy lenník (vazal) byl po určitá období de facto mocnější než jeho lenní pán (suverén), ovšem stále mu dle lenního práva měl skládat lenní hold (což v symbolikou nabité středověké politice hrálo významnou prestižní roli) a politicky se mu podřizovat. Angličtí králové k něčemu takovému nebyli ochotni a jejich nominální francouzští suveréni se zas svrchovaných nároků nad celou Francií, jak ji kdysi definovaly verdunská (843) a ribemontská smlouva (880), nechtěli vzdát.
Období rozmachu Anjouovské říše bylo ukončeno v letech 1204 až 1206 porážkou Jana Bezzemka po jeho střetu s francouzským králem Filipem II. Augustem, který získal podstatnou část jeho pevninských držav. Tato změna byla potvrzena francouzským vítězstvím u Bouvines roku 1214. 
Spory o francouzské državy mezi Kapetovci a Plantagenety však trvaly nadále a měly později pokračování ve stoleté válce (1337–1453).

## Panovníci

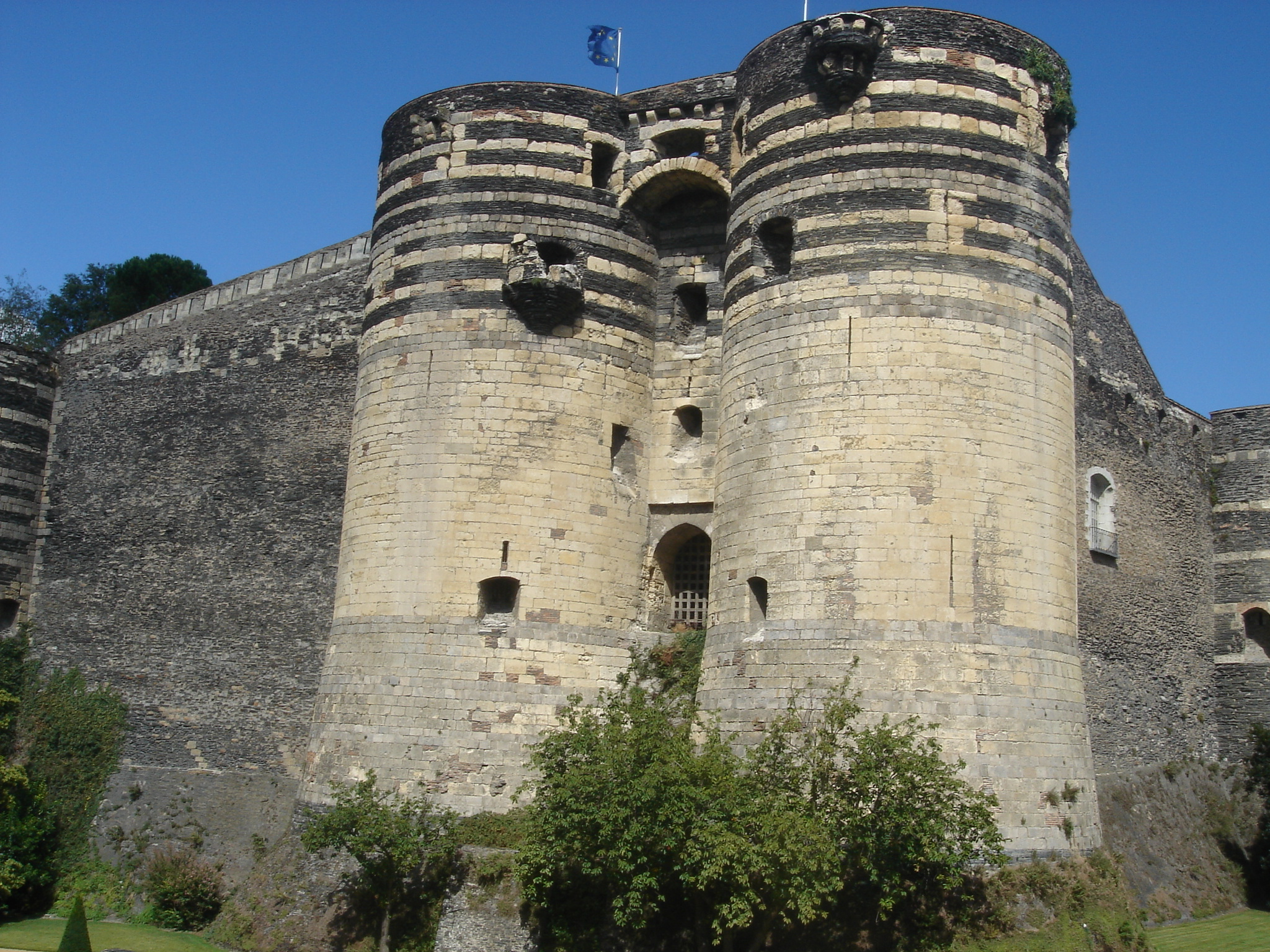
Angers

- Jindřich II. Plantagenet (1154–1189)
- Richard I. Lví srdce (1189–1199)
- Jan Bezzemek (1199–1214)